# Gekraagde wolhaarbuidelrat
De gekraagde wolhaarbuidelrat (Caluromysiops irruptus) is een opossumsoort uit Zuid-Amerika. Het is de enige soort uit het geslacht Caluromysiops.

## Beschrijving
Deze soort wordt gezien als een van de grootste opossums, met een lichaamslengte tussen de 21 en 28 cm, een 22–30 cm lange staart en een gewicht tussen de 200 en 600 gram. Kenmerkend voor deze soort opossum zijn de twee strepen die van de voorpoten over de rug naar de achterpoten lopen.

## Leefwijze
Het is een zeldzame diersoort en leeft voornamelijk in de boomtoppen. In gevangenschap voeden ze zich met fruit en kleine knaagdieren. Het is een nachtdier, dat zich in het wild voedt met nectar en larven. Ook dienen ze als bestuivers.

## Voortplanting
Een worp telt meestal 2 jongen na een draagtijd van 13 tot 14 dagen.

## Verspreiding
Deze soort komt voor in westelijk Zuid-Amerika in het Amazoneregenwoud van Bolivia, Brazilië, Colombia en Peru.